# 裂银杏属
裂银杏属（学名：Baiera，得名自博物學家約翰·拜爾），又称拜拉属，俗稱拜拉银杏，是银杏类植物的营养叶形态属，叶具明顯的叶柄，叶片大致呈扇形，深裂呈狭窄的线性裂片，末端分岔，具有2至4条平行脉。